# Tubular Bells
Tubular Bells és l'àlbum de debut del multiinstrumentista i compositor anglès Mike Oldfield, publicat el 25 de maig de 1973 com el primer àlbum de la discogràfica Virgin Records. Oldfield, que tenia 19 anys quan es va gravar, va tocar gairebé tots els instruments de l'àlbum.
L'àlbum es va vendre inicialment lentament, però va guanyar atenció mundial al desembre de 1973 quan el seu tema d'obertura es va utilitzar per a la banda sonora de la pel·lícula de terror de William Friedkin, basada en la novel·la de William Peter Blatty, L'exorcista. Va arribar al número 3 dels Billboard 200 dels Estats Units, i al número 1 dels UK Albums Charts del Regne Unit. Va rebre la certificació de disc d'or per la RIAA el 26 de març de 1974, i va rebre el nové disc de platí per la BPI el 5 de febrer de 2016.
Oldfield va guanyar el Premi Grammy 1974 a la Millor Composició Instrumental.
A la llista de 1998 de la revista britànica Q de "Els 50 millors àlbums dels anys 70", Tubular Bells es va col·locar en el número 6. Al número especial de Q & Mojo Classic Pink Floyd & The Story of Prog Rock el 2005, l'àlbum figurava en el número 9 en la seva llista de "40 àlbums de rock còsmic".
Una versió orquestral produïda per David Bedford va ser llançada en 1975 com The Orchestral Tubular Bells. Oldfield ha gravat tres seqüeles: Tubular Bells II (1992), Tubular Bells III (1998) i The Millennium Bell (1999). Per al trentè aniversari de l'àlbum, Oldfield va tornar a gravar l'àlbum com Tubular Bells 2003. Es va llançar una edició remasteritzada el 2009. La seva contribució a la música britànica va ser reconeguda quan Oldfield va tocar extractes durant la cerimònia d'obertura dels Jocs Olímpics d'Estiu de 2012 a Londres.

## Història

### Antecedents
Oldfield va aprendre a tocar la guitarra de molt jove. Tocava amb amics en clubs populars a l'edat de 12 o 13 anys. Els seus anys d'adolescència es van veure entelats per problemes a la llar familiar, i per escapar dels seus problemes, Oldfield passaria moltes hores a la seva habitació practicant la guitarra i component peces instrumentals, convertint-se en un consumat virtuós. Va formar un duo folk de curta durada anomenat Sallyangie amb la seva germana Sally.Més tard va ser el baixista de The Whole World, una banda formada per l'ex membre de Soft Machine Kevin Ayers. The Whole World va gravar el seu àlbum "Shooting at the Moon" a Abbey Road Studios durant diversos mesos en 1970, i Oldfield, de 17 anys, estava fascinat per la varietat d'instruments disponibles en els estudis, que incloïen pianos, arpischords, un Mellotron i diversos instruments de percussió orquestrals. Quan el grup no tenia una sessió de gravació reservada fins al migdia, arribava d'hora als estudis i passava hores durant el matí experimentant amb els diferents instruments i aprenent a tocar cada un d'ells.
The Whole World es va dissoldre a mitjans de 1971 i Ayers es va unir a Gong durant tres mesos com a membre de gira de la banda. Mentre era fora, li va prestar a Oldfield una gravadora de cinta de ¼ " de Bang & Olufsen Beocord de dues pistes. Oldfield va modificar la gravadora bloquejant el capçal d'esborrat de la cinta; això li va permetre gravar en una pista, fer rebotar la gravació a la segona pista, i grava un nou instrument a la primera pista, sobregrabant així l'execució d'un instrument alhora i fent efectivament enregistraments multipistes. En el seu apartament a Tottenham, al nord de Londres, Oldfield va gravar demos de quatre pistes que havia estat component en el seu cap durant anys enrere, fent servir la gravadora, la seva guitarra, un baix, alguns instruments de percussió de joguina i un òrgan Farfisa prestat del teclista David Bedford de The Whole World. Les demos van incloure tres melodies més curtes (versions primerenques del que es convertiria en les seccions titulades "Peace", "Bagpipe Guitars" i "Caveman" en la versió de l'àlbum Tubular Bells 2003, i una peça més llarga que havia titulat provisionalment "Opus One". Oldfield va declarar que s'havia inspirat per escriure la peça instrumental després d'escoltar la cançó "Septober Energy" de Centipede. També va ser influenciat per la música clàssica i pel treball experimental de 1969 del compositor Terry Riley a Rainbow in Curved Air, en què Riley tocava tots els instruments ell mateix i gravava bucles i sobregravacions per crear una peça musical llarga i repetitiva.
A finals de 1971, Oldfield es va unir a la banda d'Arthur Louis que gravava demos a The Manor Studio. L'estudi s'estava construint a l'antiga pista d'esquaix d'una antiga casa senyorial a Shipton-on-Cherwell, Oxfordshire, que havia estat comprada recentment pel jove empresari Richard Branson i que s'estava convertint en una instal·lació d'enregistrament residencial dirigida per a la seva producció musical per l'equip de Tom Newman i Simon Heyworth. Oldfield era tímid i poc hàbil en les relacions socials, però va entaular una amistat amb els dos productors després que el van escoltar tocar la seva guitarra. Oldfield li va demanar a Newman que escoltés les seves demos, però, encara eren al pis al nord de Londres, de manera que un dels roadies de Louis es va oferir a portar Oldfield a Londres per recuperar-les. Newman i Heyworth van fer una còpia de les demostracions i van prometre a Oldfield que parlarien amb Branson i el seu soci comercial Simon Draper sobre elles.
Oldfield va passar gran part de 1972 treballant amb els seus antics companys de banda de The Whole World en els seus projectes en solitari, mentre intentava simultàniament trobar un segell discogràfic interessat en les seves demos. Oldfield es va acostar a EMI, CBS i diversos altres segells, però totes les companyies el van rebutjar, creient que la peça no era comercialitzable sense veus. Oldfield, cada vegada més frustrat amb els rebutjos de la companyia discogràfica i amb pocs diners, va escoltar que la Unió Soviètica pagava als músics perquè fessin presentacions públiques; segons ell, estava a punt de buscar en el directori telefònic el número de telèfon de l'ambaixada soviètica quan va ser cridat per Simon Draper, qui el va convidar a sopar amb ell i Branson a la casa flotant que aquest últim tenia amarrada a Londres. Durant el sopar, Branson va dir-li que li agradaven les demostracions i el va convidar a tornar a la mansió i passar una setmana allà per gravar "Opus One".

### Gravació
Oldfield va gravar la peça "Opus One" durant la seva setmana assignada a The Manor al novembre de 1972. L'àlbum va ser enregistrat en una gravadora de cinta Ampex de 2 polzades i 16 pistes amb el sistema de reducció de soroll Dolby, que era el principal equip d'enregistrament de la mansió en aquest moment.
Oldfield va tocar la majoria dels instruments en l'àlbum com una sèrie d'"overdubs", que era una tècnica d'enregistrament poc comú en aquell moment. En total, es van realitzar 274 sobregrabacions i s'estima que es van agregar més de dos mil "perforacions" més tard. Tot i que diverses guitarres figuren a la portada de l'àlbum, com "guitarres ràpides", "guitarres fuzz" i "guitarres que sonen com gaites", l'única guitarra elèctrica que es va utilitzar en l'àlbum va ser una Fender Telecaster de 1966 que pertanyia a Marc Bolan i a la què Oldfield havia agregat una pastilla extra del fabricant Bill Lawrence. Totes les guitarres van ser gravades per injecció directa en la taula de mescles.Per a crear la "guitarra ràpida" i la "guitarra tipus mandolina" nomenades en els crèdits de la contraportada, la cinta simplement es va executar a la meitat de la velocitat durant la gravació. Una mandolina real només es va usar a la pista final, "Sailor 's Hornpipe".
Oldfield també va usar una unitat d'efectes personalitzats, anomenada caixa Glorfindel, per crear la distorsió de la "guitarres fuzz" i les "guitarres de gaita" en algunes peces de l'àlbum. La caixa de Glorfindel la va obtenir de David Bedford que alhora l'havia obtingut en una festa. Tom Newman en una entrevista de 2001 a la revista Q, va assenyar que poques vegades donava el mateix resultat dues vegades. La guitarra va ser subhastada diverses vegades per Bonhams en 2007, 2008 i 2009 amb cotitzacions de £ 25,000-35,000, £ 10,000-15,000 i £ 8,000-12,000 respectivament abans de ser venuda finalment per £ 6500. Segons Phil Newell, el baix utilitzat en l'àlbum va ser un dels seus baixos Fender Telecaster.

## Disseny de la portada
La portada del Tubular Bells va ser creada pel dissenyador i fotògraf Trevor Key. En el seu obituari el 1995, Sue Steward de The Guardian, que era la funcionària de premsa de Virgin Records el 1973, va recordar haver suggerit a Key com un possible candidat per crear la portada de l'àlbum. Key va ser convidat a Virgin per presentar el seu portafoli; entre les seves imatges hi havia una d'un ou bullit que gotejava sang que a Branson li va agradar i que volia fer-lo servir per a la portada ja què volia anomenar l'àlbum "Breakfast in Bed", però a Oldfield no li agradava ni la imatge ni el títol i els va rebutjar. Una versió modificada de la imatge amb la sang reemplaçada pel rovell es faria servir més tard com l'obra d'art per a l'àlbum d'Oldfield de 1991"Heaven's Open", el seu últim àlbum per Virgin Records.
Steward va acompanyar Key a una platja de la costa de Sussex per filmar el fons de la portada de l'àlbum. Key portava els ossos que es mostraven cremant a la platja a la contraportada de l'àlbum, però el dia era molt fred i va prendre una mica de temps il·luminar-los. El perfeccionisme de Key també va fer que passés diverses hores fotografiant el paisatge marí fins que va capturar una foto de les onades amb què va quedar satisfet. La "campana doblegada" triangular a la portada de l'àlbum es va inspirar en el mal que Oldfield havia causat a les campanes tubulars mentre les tocava en la gravació del disc. Key va dissenyar la campana i va construir el model, que després va fotografiar al seu estudi i va superposar en el fons de la platja. Oldfield va quedar captivat per l'obra d'art acabada i va insitir que el seu nom i el títol de l'àlbum havien d'estar en lletres petites i en un color taronja pàl·lid (triat pel mateix Oldfield) per no distreure de la imatge general.
Segons Steward, Key va rebre només 100 £ pel seu treball en Tubular Bells. No obstant això, en col·laboració amb el company dissenyador / fotògraf Brian Cooke, l'agència Cooke-Key Associates va mantenir una estreta relació amb Virgin Records durant la segona meitat de la dècada de 1970, dissenyant el logotip de Virgin i creant portades de discos per a molts dels artistes que signaven amb el segell. Incloses les portades de molts dels àlbums posteriors d'Oldfield.
La "campana doblegada" a la portada s'ha convertit en la imatge més associada amb Oldfield, que apareix a la portada de tots els àlbums seqüeles de Tubular Bells, i també s'utilitza com el logotip de la seva companyia de música personal, Oldfield Music Ltd. Tubular Bells va ser una de les deu imatges triades pel Royal Mail de Regne Unit per a un conjunt de segells postals "Classic Album Cover" emesos el 7 de gener de 2010.

## Crítiques musicals
L'influent DJ britànic John Peel va ser un dels primers admiradors del disc, i el va reproduir al seu programa de ràdio Top Gear de la BBC Ràdio 1 el 29 de maig de 1973, quatre dies després de la publicació de l'àlbum, qualificant-lo com "un dels LP més impressionants que he tingut l'oportunitat de reproduir a la ràdio, realment un disc notable ". Branson i Oldfield estaven escoltant el programa a la casa flotant de Branson, i Oldfield va declarar en la seva autobiografia que Peel va posar l'àlbum en la seva totalitat, encara que l'ordre d'execució dels arxius de la BBC i les còpies d'àudio existents del programa mostren que Peel va reproduir només la cara A.
Peel va descriure l'àlbum per a la revista The Listener la setmana següent com "un nou enregistrament amb tanta força i bellesa que per a mi representa el primer avanç en la història que qualsevol músic ha fet". Les principals revistes de música del Regne Unit també van ser unànimes el·loginat l'àlbum. Al Clark de NME va dir que "la veritable orgia de doblatge excessiu resulta en una peça notable de música sostinguda, mai contenta amb el que és purament fàcil però igualment incòmode per confondre l'oient". Va arribar a la conclusió que "Tubular Bells...és un disc superlatiu que no deu res als capricis contemporanis. És una de les peces de música [sic] més madures, vitals, riques i húmiques que han sorgit de l'idioma pop".
Geoff Brown de Melody Maker va observar que "Tubular Bells és un treball vast, gairebé clàssic en la seva estructura i en la forma en què s'estableix un tema i es treballa hàbilment" i que era "un àlbum agradable i evocador que augura un bon futur tant per al segell més nou del país com per a Mike Oldfield". Al revisar tot el lot dels primers llançaments d'àlbums de Virgin a Sounds, Steve Peacock va destacar a Tubular Bells com el millor, dient que després d'escoltar-lo amb atenció "va acabar convençut que realment és un àlbum notable", assenyalant el "complex, entrellaçat i la música acuradament teixida que s'obre pas a través d'un enorme rang dinàmic i emocional", i va assenyalar: "No puc pensar en un altre àlbum que recomanaria sense vacil·lar a tots els que probablement llegeixin això".
Una crítica més reservada ve de Simon Frith a Let It Rock, qui va sentir que Tubular Bells era "més que un atractiu empaperat, més que una partitura d'una pel·lícula de la natura, a causa de la capacitat de Mike Oldfield de fer que el que li passa a la música sigui autosuficient i satisfactori ", però va qüestionar què Peel i altres crítics veièssin l'àlbum com a música rock.
El crític Robert Christgau es va mostrar impassible i va dir: "El millor que se m'acut aquí és 'agradable' i 'enganxós'. Oldfield no és Richard Strauss ni tan sols Leonard Cohen; aquesta és una banda sonora perquè aquest és el nivell en què opera ", i el va puntura amb una C+.
En una revisió retrospectiva per AllMusic, Mike DeGagne va qualificar l'àlbum com "possiblement el millor conglomerat d'instruments descentrats i concertats per formar una peça única" i va afirmar que "l'aspecte més interessant i aclaparador d'aquest àlbum és el fet que molts dels sons es conjuren, però, cap passa desapercebut, el que permet a l'oient una immersió gradual en cada part única de la música. Tubular Bells és una excursió divina al regne de la música de la nova era ".

## Llista de cançons
Tots els temes per Mike Oldfield.

### 1973 versió original
Cara A
1. "Tubular Bells, Part One" – 25:30

Cara B
1. "Tubular Bells, Part Two" – 23:50

## Músics
Tubular Bells (Cara A)
Cors [Femení] – Mundy Ellis, Sally Oldfield
Baix doble [String Basses] – Lindsay Cooper
Flautes – Jon Field
Grand Piano, Glockenspiel [Glokenspiel], Òrgan [Farfisa, Lowrey], Baix, Guitarra elèctrica, Aparells electrònics [Taped Motor Drive Amplified Organ Chord], Guitarra [Speed, Fuzz, Mandolina], Percussió, Guitarra acústica, Flagelot, Piano [Honky Tonk], Tubular Bells – Mike Oldfield

MC [Master Of Ceremonies] – Viv Stanshall*
Tubular Bells (Cara B)
Guitarra acústica – Tom Newman
Cors [Bootleg Chorus] – Manor Cor
Cors [Femení] – Mundy Ellis, Sally Oldfield
Conductor [Bootleg Chorus] – Mike Oldfield
Bateria – Steve Broughton

Guitarra elèctrica, Òrgan [Farfisa, Lowrey, Hammond], Baix, Guitarra acústica, Piano, Timpà [Concert Tympani], Guitarra [Sounding Like Bagpipes], Veus [Piltdown Man], Cors [Moribund] – Mike Oldfield